# Гримани, Пьетро
Пьетро Гримани (итал. Pietro Grimani; 5 октября 1677 — 7 марта 1752) — венецианский государственный деятель, служивший в качестве 115-го дожа Венеции с 30 июня 1741 до своей смерти.
Сын Пьетро Гримани и Екатерины Морозини, был образованным человеком и поэтом, покровителем искусства и науки.

## Жизнь и правление
Пьетро Гримани, очень богатый и неженатый молодой человек, решил посвятить свою жизнь дипломатической карьере, которую осуществлял во Франции и Англии, где познакомился со многими известными личностями, включая Исаака Ньютона. 30 июня 1741 года Пьетро Гримани стал дожем, обойдя других кандидатов на 26 голосов. Его политика была направлена на возрождение в области искусства и развитие науки при помощи государственных субсидий и личного покровительства. За более чем 12 лет правления он показал себя мудрым правителем, способным в государственных делах.